# Tommaso Paradiso
Tommaso Paradiso (Roma, 25 de junio de 1983) es un cantautor, compositor y músico italiano, conocido por ser el líder de Thegiornalisti.

## Biografía
Nacido en el barrio romano de Praderas, Paradiso frecuentó el instituto clásico y esta graduado en filosofía. En una entrevista ha declarado de haberse apasionado a la música a la edad de 11 años, en el 1994, después de haber escuchado Definitely Maybe de los Oasis.
En el 2009 ha fundado los Thegiornalisti junto con Marco Antonio "Bronca" Musella y a Marco Primavera, debutando dos años más tarde con el álbum Vol. 1. El grupo ha adquirido a continuación notoriedad con los álbumes Fuoricampo (2014) y Completamente Sold Out (2016) y con el único inédito Riccione (2017), exhibiéndose en toda Italia.
En el 2015 compone la música de la canción Luca lo stesso de Luca Carboni, canción que obtiene un buen éxito comercial. Dos años más tarde colabora a la escritura de l'esercito del selfie de Takagi & Ketra feat. Lorenzo Fresa y Arisa, adicionalmente a resultar coautor de Mi hai fatto fare tardi de Nina Zilli, Partiti adesso de Giusy Ferreri y Autunno de Noemi. Siempre en el 2017, junto con los Thegiornalisti, ha participado en la canción Pamplona de Fabri Fibra; sucesivamente escribe Una vita che ti sogno para Gianni Morandi.
En el 2018 participa con Elisa a la canción In the Night de Takagi & Ketra y escribe E se c’era... para Francesca Michielin. En el mismo periodo ha colaborado con Franco126 para la canción Stanza singola, salido el 18 de enero de 2019.
En el 2019 vuelve a colaborar con Takagi & Ketra para el único La luna e la gatta, que ha visto también la participación de Jovanotti y Calcutta. Con el mismo Calcutta, Paradiso ha escrito  Tequila e San Miguel de Loredana Bertè. A continuación ha compuesto Come i  pesci, gli elefanti e le tigri para la Piccolo Coro dell’antoniano
El 17 de septiembre de 2019 ha anunciado el propio abandono de los Thegiornalisti para emprender la carrera de solista, empezada con la publicación de Non avere paura dado lugar algún día más tarde.

## Influencias musicales
Entre sus principales gripes musicales, Paraíso ha citado cantautores como Lucio Dalla, Vasco Rossi, Antonello Venditti, Luca Carboni, pero también grupos como los Oasis y el Estadio.